# Dječja pjesma Eurovizije 2020.
Dječja pjesma Eurovizije 2020. bilo je osamnaesto po redu natjecanje za najbolju pjesmu Dječjeg Eurosonga organizirano od strane EBU-a i Poljske radiotelevizije održanog u Varšavi 29.studenog 2020 godine. Ovo je drugi puta da je mali Eurosong održan u Poljskoj te je time Poljska jedina država sudionica Dječje Eurovizije koja je natjecanje održala u dvije uzastopne godine.
Na natjecanju je sudjelovalo 12 zemalja te je to uz Eurosong održan 2013 godine najmanji broj zemalja sudionica (mnoge države su odustale zbog pandemije COVID-19 te nemogućnosti putovanja u zemlju domaćina.) Njemačka je odradila svoj prvonastup na ovogodišnjem natjecanju.3
Pobjedu je odnijela francuska predstavnica Valentina s pjesmom J'imagine te je ovo prva pobjeda Francuske na ovom natjecanju. Na drugo i treće mjesto smjestile su se Kazahstan i Španjolska drugu godinu zaredom, a top 5 zaokružuju Nizozemska i Bjelorusija. Nizozemskoj je ovo također druga godina zaredom da završava na četvrtoj poziciji. Debitantska Njemačka završila je natjecanje na posljednjem mjestu.

## Lokacija
Natjecanje se održalo 29.studenog 2020 godine u Studiju 5 u središnjoj zgradi Poljske televizije nakon što je godinu ranije Viki Gabor s pjesmom ''Superhero'' pobijedila na natjecanju održanom također u Poljskoj u gradu Gliwice. Razlog održavanja natjecanja u studiju (a ne u nekoj većoj dvorani) je zbog utjecaja COVID-19 pandemije te su sve zemlje svoje nastupe održavale u matičnim zemljama.
Ovo je treći puta da je Varšava domaćin nekog natjecanja u suorganiziaciji Eurovizije i prvi puta u povijesti ovog natjecanja da je jedna država domaćin dvije godine uzastopno. 

### Odabir grada domaćina
Nakon što je Poljska pobijedila na natjecanju godinu ranije, generalni direktor Poljske televizije Jacek Kurski,  izjavio je da će se zemlja ponovo prijaviti za domaćinstvo natjecanja i 2020 godine. Prvobitno se natrjecanje trebalo održati u Krakovu na prijedlog gradskih dužnosnika te pobjednice Viki Gabor te da se natjecanje održi u Tauron Areni. Nakon što je otkazan Eurosong 2020. ovo natjecanje dovedeno je u pitanje, međutim, 16.svibnja 2020. za vrijeme održavanja emisije Eurovision: Europe Shine A Light potvrđeno je kako će se ovogodišnje natjecanje održati u Varšavi, 29.studenog u Studiju 5 u sjedištu Poljske televizije. Također, taj dan je objavljen i službeni slogan te grafički dizajn.

## Format

### Nastupi
Po prvi put u povijesti natjecanja većina sudionika izvodila je svoje pjesme na daljinu, snimljene prije natjecanja u televizijskom studiju u njihovoj matičnoj zemlji. EBU je naveo "kako bi se osigurao kontinuitet i poštenje natjecanja, članovi EBU-a u [tadašnjih] 13 zemalja sudionica pristali su koristiti sličan raspored pozornice i tehničku postavu za snimanje izvedbe svojih umjetnik(a)."Jedine države koje su snimile svoj nastup u Varšavi su Malta, Poljska, Srbija i Ukrajina.

### Način glasovanja
Način glasanja koji je uveden 2017 godine, korišten je i za ovo natjecanje, gdje su glasovi određeni na način da 50% od ukupnog broja bodova dolazi od on-line votinga a 50% od stručnog žirija. On-line način glasova sastoji se od dvije faze. Prva faza online glasovanja trajala je od 27. studenog do jedne minute prije početka emisije 29. studenog. Druga faza online glasovanja odvijala se tijekom emisije uživo i započela je nakon posljednjeg nastupa i bila je otvorena 15 minuta. Međunarodni gledatelji mogli su glasati za tri zemlje. Gledatelji su također mogli glasati za pjesmu svoje zemlje.
Drugu polovicu bodova odredio je nacionalni žiri iz svake zemlje sudionice. Zbog ograničenja vezanih uz pandemiju, po prvi put od natjecanja 2012., glasnogovornici su podijelili bodove iz svake od zemalja sudionica, a ne s mjesta održavanja.